# Karei & ooo
Karei & ooo，2015年春末夏初結成於高雄市的臺灣雙人音樂組合，由已退居幕後的音樂製作人Ｇ（大G）、主唱 Karei（可蕾）組成。
初期以ACG同人音樂性團體為主，Cover日系動畫歌曲及偶像團體曲目；其特色是以可蕾為主，除了可蕾單人活動之外，也以不同模式的組合表演去創造出更多無限的可能，這也是「& ooo」包含無限的含意。

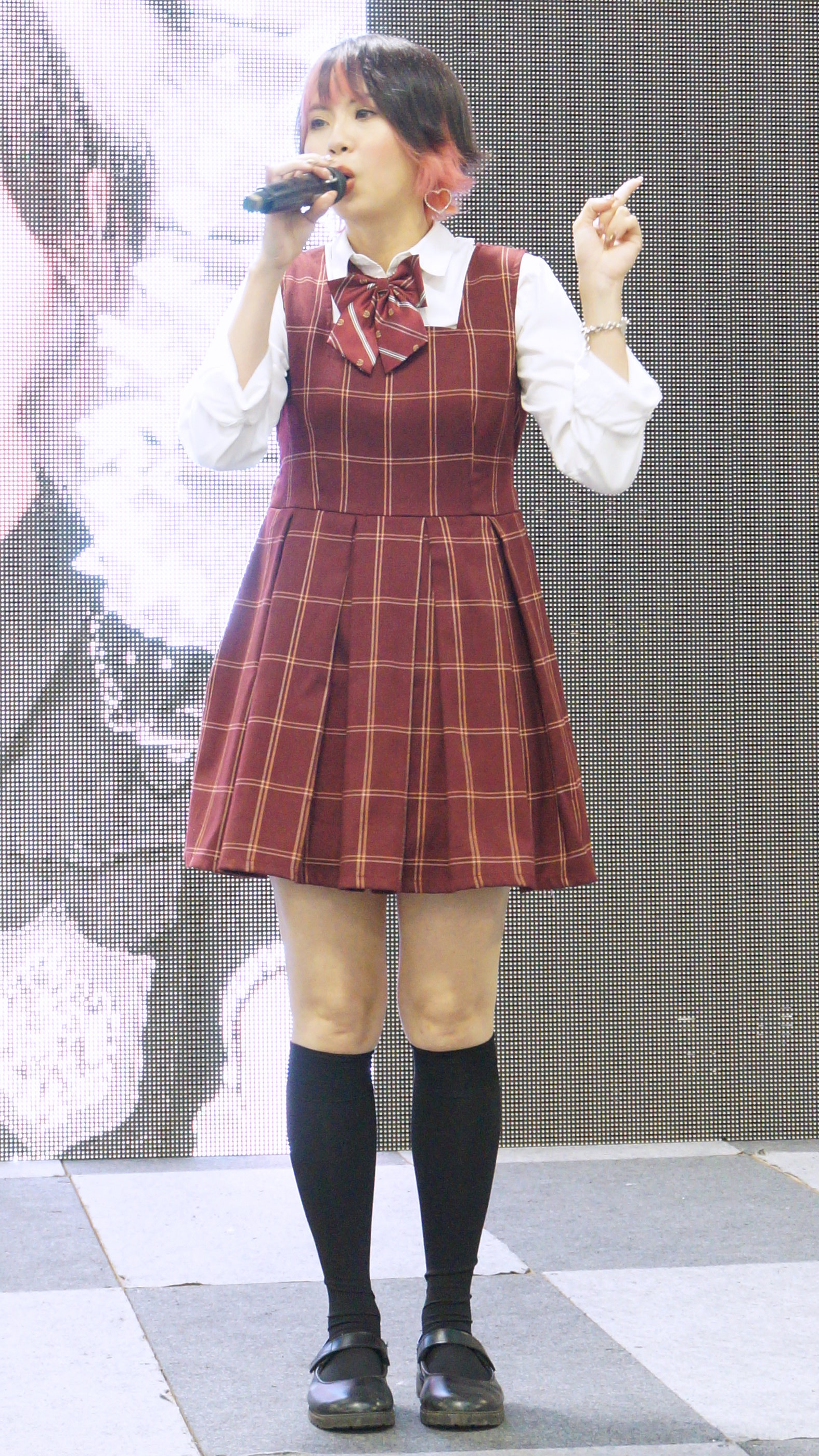
可蕾

至目前為止與樂團、舞者、DJ、藝師、交響樂團等特別合作，全台同人展及漫畫博覽會，各大縣市跨年活動、動漫節記者會開幕嘉賓，更定期於日本、香港等海外受邀演出，也跨足手機遊戲擔任配音員及舞台劇出演，展現多元化發展的能力及企圖心。 2019年6月2日發布首張原創專輯發布計畫，逐漸以原創曲目作為演出重心，推出多首原創曲。

## 演出經歷

### 海外演出

#### 2019
- 7月26日 橋底下的花火祭（ 首次香港快閃演出！ ）
- 8月3日 アニソン Chosyu vol.5（ 首次日本 LIVE ！ ）

#### 2020
- 1月31日 限定女僕日（台灣篇）～Karei 可蕾 ( Karei & ooo) ＆えみり (沒用大隊長)
- 2月1日 AniVision Stage Vol.1（ 首次香港女僕！ ）
- 2月2日 Comic World Hong Kong 49（ 首次香港出演！ ）

#### 2024
- 3月29日 【 一日限定の精靈 Karei&ooo】
- 3月30日 星屑觀測部 30032024
- 3月30日 Karei & ooo 香港見面會
- 6月20日 台湾フェスティバル™︎TOKYO2024
- 6月21日 台湾フェスティバル™︎TOKYO2024
- 6月21日 可蕾x愛花スペシャルお給仕
- 6月22日 台湾フェスティバル™︎TOKYO2024
- 6月23日 台湾フェスティバル™︎TOKYO2024

#### 2025
- 2月21日 Nijigen Expo 2025 MIECC
- 2月22日 Nijigen Expo 2025 MIECC
- 2月23日 Nijigen Expo 2025 MIECC

### 台灣演出

#### 2015
- 5月17日 高鐵左營藝起來(初登場)[2]
- 6月13日 鳳山婦幼館馬路120
- 7月4日 高鐵烏日藝起來
- 8月1日 2015蟬時雨_セミしぐれ（ /w MiBA ）
- 8月15日 月讀館旗艦店大野狼的秘密餐桌駐唱
- 8月23日 HCACG-S5新竹第五屆動漫節（ /w 赤咲~ユウマ~ ）
- 9月5日 ACG Band Live mini 7 - La Palette
- 9月12日 鳳山婦幼館馬路120（ /w 走唱少年 Jerry ）
- 9月18日 月讀館旗艦店大野狼的秘密餐桌駐唱（ /w Billy ）
- 10月9日 無限自由音樂藝術節
- 10月31日 K.D.F 12
- 11月21日 鳳山婦幼館馬路120（ /w 絨毛兔 Villus Rabbit ）
- 11月28日 FFK8 2015駁二動漫祭高雄同人誌創作展
- 11月29日 FFK8 2015駁二動漫祭高雄同人誌創作展（ /w 國境之男－ACG日搖歡樂格鬥團 ）
- 12月19日 WSK高雄動漫聖誕嘉年華（ /w Tetsuya Nao ）

#### 2016
- 1月30日 時刻動漫休閒娛樂餐廳時刻心跳呼哇呼哇ＡＣＧ浪漫晚餐（ /w 吃吃.涼崎 ）
- 2月11日 飛碟聯播網新春特別節目『大熊與 Karei & ooo 陪你過好年』(初次聲放送)
- 2月13日 Little Animate Stage Fünf
- 2月14日 伊立斯 Iris ACG Caf'e（ /w 宇峻 ）
- 3月11日 萌姬女僕咖啡館（ /w 與顛 ）
- 4月10日 台灣故事島專訪(初次影像紀錄)
- 5月8日 PF 24（ /w 五郎.秋柏 ）
- 5月9日 ACG Band Live 7 - 七色のアニメ幻想絵本（ /w 九魅 ）
- 5月25日 次文化音樂發展講座
- 7月2日 illusory Fantasy - iF 同人創作展 2
- 7月10日 TC5動漫二手認養活動（ /w 紫姿 Tzuzu ）
- 8月20日 2次元への港[3]
- 9月10日 鳳山婦幼館馬路120
- 10月8日 無限自由音樂藝術節異想蟬時雨（ /w How Are You.Fire Major Club ）
- 10月10日 妖怪村松林町（ /w 賴小影 ）
- 10月15日 高雄駁二「當漫畫介入社會」當代藝術特展開幕
- 10月29日 K.D.F 14（ /w 虹樂團 ）
- 11月26日 FFK9 2016駁二動漫祭高雄同人誌創作展（ /w EM緊急方程式-Emergency Equation.魔法少女小驢馬 ）
- 12月10日 鳳山婦幼館馬路120（ /w Miyabi ）
- 12月10日 2016 台北地下街。夢幻聖誕嘉年華
- 12月14日 高師熱音期末成果發表會「君の成發。」（ /w 楷樂 ）
- 12月17日 MGC高雄動漫生活祭 - 為了明日動漫的美好
- 12月24日 竹田動漫祭
- 12月28日 南應搖滾音樂社期末成果發表會『鳴冬』（ /w 查克茲 ）

#### 2017
- 1月14日 2017高雄過好年（ /w 院長.七七 ）
- 2月26日 Live歌手們的一日女僕體驗＆聯合駐唱Live
- 4月1日 illusory Fantasy - iF 同人創作展 3（ /w 既視感少年 ）
- 5月20日 SCKJ同人誌販售會
- 5月27日 2017 Karei可蕾與你的零距離 生誕祭
- 6月3日 2次元への港 - Lv2
- 6月24日 動漫雅典娜天馬座幻想 x Karei & ooo 如夢似幻（ /w .雪薇Yukibi ）[4]
- 6月25日 灼熱擂臺EGC電競聚落盃‧創世紀動漫展（ /w Cherry Plan 櫻桃計劃 ）
- 7月15日 2017臺南市管樂藝術季（ /w 基隆交響管樂團 ）
- 7月21日 Animate Stage の宵夜日和 #7
- 7月22日 ACG SOUL RAMPAGE 3（ /w ゼーノ 跌倒 ）
- 7月23日 午後の沁みついた遠鳴り～Atsugi & Taipei collaboration～（ /w 粗魯ツル不粗魯 ）
- 8月12日 旅人の共響 第二屆 - 仲夏圓舞曲（ /w Future Project ）
- 8月30日 高雄駁二「動漫倉庫」常設展開幕[5]
- 9月9日 2017高雄魅力新興Cosplay大賞
- 10月9日 無限自由音樂藝術節可蕾寶貝限定場（ /w 無碼寶貝 ）
- 10月21日 ACG Band Live 7.5 - 星屑の残響 - The echo of Stardust
- 10月28日 動漫倉庫[6]
- 10月28日 高雄動漫大進擊（ /w HINAKO.花花.小飛.小迪.小明 ）
- 11月3日 加加屋的全中文全Crest超級宣傳
- 11月5日 2017基隆潮藝術 - 港灣邂逅
- 11月18日 Next Generation：Anisong Fes.α（ /w OtaMetal（オタメタる↑） ）
- 11月19日 2017基隆潮藝術 - 港灣邂逅
- 11月26日 FFK10 2017駁二動漫祭高雄同人誌創作展（ /w illusory Fantasy - iF 同人創作展 ）
- 12月23日 2017屏東動漫節（ /w 倉奈ゆいさ ）[7]
- 12月31日 月讀跨年特別活動2017➠2018

#### 2018
- 1月6日 Ani-mode vol.3（ /w 放歌小妹Erina ）
- 2月24日 Anime Idol Star Vol.1（ /w 葉月あすか ）
- 2月25日 實況主樂團ACG大亂鬥Round 1（ /w Crest.杰亞.阿毛.Mika.伍迪 ）
- 3月18日 大野狼的秘密餐桌主題餐廳一日執事 + 特別駐唱（ /w Cat lin 貓菻 ）
- 4月6日 New Hope Live @高雄動漫節 Super Idol 演唱會 Vol.1
- 4月7日 illusory Fantasy - iF 同人創作展 4（ /w DJ KT ）
- 4月14日 高雄駁二「掌中的宇宙」動漫主題展開幕
- 5月6日 星空下的舞踏會 II（ /w Bonnie Bunny.昼食彼女 x LunchGirls.赤式.時希昂 ）
- 5月13日 春櫻午曲（ /w 新井麻紀.高橋優介 ）
- 6月1日 ♡Karei & Maid♡可蕾生誕祭（ /w 小淚 NaNa ）
- 6月2日 ♡Karei & Maid♡可蕾仙朵一日店長
- 6月18日 Ani-mode vol.K（ /w Sean Wang ）
- 7月15日 台中國際動漫博覽會 Taichung Comic Arts Festival（ /w 雞排 ）
- 7月16日 桃園國際動漫大展[8]
- 7月29日 咲-Saki- Rock x Metal x Anisong Mini Live 3
- 8月5日 Animelo Party Night～あにぱないの！～（ /w Nagisa.Arcobaleno ）
- 8月18日 2018夏戀高捷動漫季_Mini Live動漫迷你演唱會（ /w A拔(alex.アレックス ）
- 8月25日 夏日症候群
- 9月1日 ACG Mix vol.2
- 9月8日 高砂音樂祭Takasago Music Festival 初章第一篇：諸羅之戰（ /w Minstrel 吟遊家.Iron Attack ）
- 9月17日 保安堂平安宴-動漫Mini Live（ /w 志甫一成 ）
- 9月23日 2018噗通水夏祭
- 10月20日 東方春櫻宴 3 豐秋慶
- 10月21日 1021 可蕾 絕對領域粉絲同樂會
- 11月10日 搶救燒酒蕾！ ACG 南北連線造勢大會（ /w 魔法直笛手 天使Judy.Yuki ）
- 11月11日 美麗新興》高雄動漫嘉年華2
- 11月17日 徳昌門 社會責任講座系列 - 猴子也學得會的打藝教室 卍
- 11月18日 Ani-mode vol.6〜性転換〜（ /w 雷神索螺 ）
- 11月25日 AIS Vol.3
- 12月8日 屏東演藝廳〘猿吼〙假日廣場 ACG 同人藝術市集
- 12月15日 FFK11 2018駁二動漫祭高雄同人誌創作展（ /w 聖獸アイドル-Strawberrys. ）
- 12月16日 FFK11 2018駁二動漫祭高雄同人誌創作展--ACG Mix場外組
- 12月31日 2018年末廣町女僕咖啡館跨年活動（ /w 末廣町侍衛隊 ）

#### 2019
- 1月26日 可蕾の神殿一日女僕
- 2月16日 月讀女僕出差-FF33-開拓動漫祭
- 2月16日 Wave Live Vol.5 微 LIVE 特別企劃 熱血硬派前夜祭
- 2月17日 熱音硬派acg部番外亂鬥篇
- 3月9日 可蕾的可蕾仙朵冬季制服ver.
- 3月10日 39感謝祭/台北
- 4月19日 2019.Karei & ooo { ACG 襲來！！ }（ /w Davis ）
- 5月5日 粉絲限定！野營夯罵！
- 5月5日 Tainan May Jam 2019
- 5月18日 一期一會★Strawberrys主催ライブ
- 5月19日 月讀女僕出差-Pf30-亞洲動漫創作展
- 6月2日 2019可蕾生誕祭
- 6月7日 ACGMix X Ani-mode Vol.K2
- 6月8日 大大舞花大舞花~ DWH ACG Night ~
- 6月29日 高橋優介 ~ Get the ball rolling ~ Full Band ver. （中譯：屁屁與他的快樂夥伴們）（ /w Neon Hops ）
- 7月6日 2019屏東盛夏動漫mini live
- 7月13日 2019夏戀高捷動漫季Mini Live演唱會
- 7月14日 新聲代駐唱演出─可蕾
- 7月20日 AniLink 2019 -Mini Link-
- 7月21日 SSr アイドルLiveイベント 夏日ver
- 7月26日 橋底下的花火祭（ 首次香港快閃演出！ ）
- 8月3日 アニソン Chosyu vol.5（ 首次日本 LIVE ！ ）
- 8月10日 晚餐要在Minilive後
- 8月11日 可蕾一日女僕&駐唱活動
- 8月31日 旅人の共響四 - 破曉激奏曲（ /w Ladies ）
- 9月21日 田力力 ★ 可蕾國際歌友會 ★
- 9月28日 ACGMix_懷舊場（ /w 港都情人 ）
- 10月12日 SSr Vol.4
- 10月13日 跨域漫遊_2019臺灣漫畫藝術節[9]
- 10月26日 動漫歌曲編年史 Episode-1
- 10月27日 特別領航員參見 《 Karei & ooo》（ /w 小希.小戀.小敬 ）
- 11月3日 Petit Fancy 亞洲動漫創作展 PF31 - 音樂肥皂箱（ /w Key x キー ）
- 11月16日 K.D.F 19
- 11月17日 無盡 Mini Live #1
- 11月24日 FFK12 2019駁二動漫祭高雄同人誌創作展（ /w 茶花歐蕾限定團 ）
- 11月30日 SSr番外編「台南出張」
- 12月14日 ACG Mix vol.3（ /w 夢の幻男女舒壓會館小吃店 ）
- 12月21日 Camellia兩周年耕田感恩大會（ /w Camellia茶花苗 ）
- 12月22日 中山區の遊戲王-game king festival（ /w C4B ）
- 12月28日 溫故又知新～電氣街二Ｏ一九－在有跨年與沒有跨年之間

#### 2020
- 1月3日 RGB Stage Clear Vol.10
- 1月4日 Erina presents～てめーら好きなモノは「好きだ」て胸張って言え～
- 1月5日 Ani-mode vol.Erina（ 絕頂升天限定團 ）
- 1月31日 限定女僕日（台灣篇）～Karei 可蕾 ( Karei & ooo) ＆えみり (沒用大隊長)
- 2月1日 AniVision Stage Vol.1（ 首次香港女僕！ ）
- 2月2日 Comic World HK 49（ 首次香港出演！ ）
- 2月2日 港台交流：The Camellia茶花苗
- 2月22日 じょしこうせい☆ハクション☆ ハピーバース・デー☆（ /w JKH ）
- 2月29日 29感謝祭（ /w Sphere Sapphire ）
- 3月1日 七大海洋七彩的夢幻樂園-人魚童話二週年公演（ /w 人魚童話 ）
- 3月2日 李承曄，不只聊棒球（ 歌姬來訪！Karei ）
- 3月6日 ✦ 可蕾Karei × 可蕾仙朵一日女僕&Mini Live ✦（ /w えみり ）
- 3月7日 鎖匙生誕祭
- 3月8日 台北超動漫系列活動（ 限定團可粗！ ）
- 3月14日 春日野爽爽生日趴
- 3月15日 台南夜市。甜甜的 Acgxidolxlive
- 4月10日 A.C.G performance駐場活動
- 4月25日 GIF Circle Vol.01
- 4月26日 Fantasy Area Vol.2－可蕾Karei
- 5月15日 【未來STYLE】室外音樂派對－「Vocaland」[10]
- 5月16日 Karei & ooo 肺炎小護士*Iris Maid Cafe
- 5月30日 時刻【 Karei x えみり 】
- 6月2日 ℍ𝕒𝕡𝕡𝕪 𝕓𝕚𝕣𝕥𝕙𝕕𝕒𝕪 𝕥𝕠 𝕜𝕒𝕣𝕖𝕚-可蕾生日線上直播會
- 6月3日 GIF Vol.4 《從零開始的初心Live》
- 6月14日　�天使えみり生誕 x 偶像一週年LIVE�
- 6月25日 愛D偶L vol.1
- 6月27日 DIL Vol.1×「歐他羅馬競技生死鬥」（ /w EvolutioN-ヲタ芸 ）
- 7月4日 Petit Fancy 亞洲動漫創作展 PF32 - 音樂肥皂箱
- 7月5日 月讀女僕出差-PF32-亞洲動漫創作展
- 7月12日 GIF Circle Vol.3
- 7月18日 里昂庭XPlus創世界 夏日音樂祭 青春動漫演唱會（ /w 許君君 ）
- 7月19日 林園高中社團成果發表（ /w 壓力測試場 ）
- 7月25日 御宅合戰～北戰域～（ /w 我想一想我想想笑死 ）
- 7月26日 SSr Vol.5（ /w 吳祈紘（小祈） ）
- 8月1日 漫漫動一下
- 8月2日 Mitochondria produce ATP Vol.1 + 二期生甄選審查
- 8月15日 冥土x妹抖x踊る（ /w末廣町ver. ）
- 8月15日 誕生日といえば、やっぱりライブだよねー！（ /w 昼食彼女 Lunch Girls ）
- 8月16日 2020夏戀高捷動漫季_MiniLive動漫演唱會
- 8月22日 GIF Circle Vol.04 偶像。樂團。歐他。摩天輪
- 8月23日 開拓動漫祭 FF36
- 8月29日 暑假未來 Re:live
- 9月5日 南踊祭(South Leap Festival)（ /w Otaku Boyz ）
- 9月6日 AnIdol Lighting Vol.1 x Future Melody（ /w Future Melody ）
- 9月12日 月讀女僕咖啡基隆館可蕾駐唱活動
- 9月13日 偶像好聲音Vol.5偶像劇懷舊金曲榜
- 9月20日 MiKURA Presents - Respect your NRG！（ DJ Ｇ 首次出演 ）
- 9月26日 第一屆饗食曲
- 10月1日 無盡 Mini Live #8
- 10月2日 ACG Mix Vol.Simple Free
- 10月4日 新聲代駐唱演出暨一日女僕體驗─可蕾
- 10月10日 10/10 10/11 奪寶大作戰10
- 10月16日 月讀女僕台北西門限定店特別活動
- 10月17日 SSr Vol.6
- 10月24日 旅人の共響-第一屆交響曲（ /w LOAM 電玩動漫樂團 ）
- 10月31日 滲透次元壁-臺日漫畫美學當代藝術特展　動漫音樂會[11]
- 11月1日 2020南痛同樂會
- 11月8日 Petit Fancy 亞洲動漫創作展 PF33 - 音樂肥皂箱（ /w 秋莉蓮 ）
- 11月14日 Magic Night
- 11月15日 TiL Vol.3
- 11月21日 ♡✚心跳祭典✚♡（ /w 未咲×水咲×貝貝 - Misaki みさき ）
- 11月22日 可蕾一日女僕計画
- 11月28日 2020 MOA Exhibition x 末廣町女僕舞台活動
- 11月29日 �推しは増やすものだ SP.2 完結篇�
- 12月5日 FFK13 2020駁二動漫祭高雄同人誌創作展
- 12月18日 偶像好聲音Vol.8 年末精選
- 12月19日 SC Live-聖誕月特別篇（ /w Akira Changと夢の歌～阿奇拉的夢之歌 ）
- 12月20日 SSr Vol.7
- 12月27日 Doujin Spirit同人動漫創作祭 7
- 12月31日 愛D偶L番Yぴえん vol.0-1

#### 2021
- 1月1日 TiL-2021 大感謝祭
- 1月9日 1/9(六) 星馨Idol PARTY 可蕾、未夢、真希（ /w 未夢 ）
- 1月16日 SDl Vol.1
- 1月17日 4 idol off會
- 1月23日 1/23 星期六/SAT. 本家派對呈獻：OTAKU PARTY 宅趴第四彈 之 難道是這家虎！？
- 1月24日 3D LIVE Revolution
- 1月30日 VoKa Miracle Vol.02（ /w Re：TurN-Circus- ）
- 2月20日 Indescribable night Feb
- 2月27日 Fancy Frontier 開拓動漫祭 FF37
- 2月28日 【浮現祭2021】海線的浮現・海派的澎派（ /w DJ Taka ）
- 3月7日 REUNION 39 -再聚-
- 3月12日 SC Live-白色情人節篇
- 3月19日 3/19(Fri.)動漫金曲之夜（ /w B² -台湾踊り手- ）
- 3月20日 愛D偶L vol.4
- 3月21日 偶像好聲音 The Voice of Idol vol.10
- 3月26日 IDOLコラボvol.12
- 4月2日 【2021種大的音樂節 Plant Big Music Festival 】
- 4月9日 Indescribable night Apr：失溫少女Suya生誕祭（ /w 失溫少女Suya ）
- 4月17日 桃桃生誕祭-超跑桃桃夢（ /w Momo桃&TWOTWO ）
- 4月18日 SSr Vol.9
- 4月26日 2021 第九屆墾丁草根音樂會 9th.Grass Roots Music Festival
- 5月1日 Petit Fancy 亞洲動漫創作展 PF34 - 音樂肥皂箱（ /w Figlia ）
- 5月2日 【偶像好聲音 The Voice of Idol vol.11】中國風之夜
- 5月15日 Ōmiyachō Idol Gala
- 8月1日 可蕾的一日捐血志工
- 8月21日 ACG Mix_中元節感謝祭
- 8月27日 動漫迷e起嗨！
- 8月28日 一日精靈可蕾 x 線上Live音樂會
- 9月5日 可蕾初次的夏日浴衣祭*Iris Maid Cafe
- 9月18日 Ōmiyachō 十五夜祭り
- 9月20日 ATT e Life x TiL - Taiwan idol Live 【ATT e Life 秋の動漫學院祭】
- 9月21日 ATT e Life x TiL - Taiwan idol Live 【ATT e Life 秋の動漫學院祭】
- 9月25日 SSr Vol.11
- 9月26日 idolコラボ@台中vol.1
- 10月8日 IDOLコラボvol.16
- 10月9日 SSr Vol.12
- 10月10日 SOLE Late 2021（ /w 台湾人の永琳 ）
- 10月16日 屏東聯合動漫同人展-偶像舞台
- 10月17日 2021凜香生誕祭【みかん箱の中に何があるの?】（ /w 凜凜凜ʕ•ﻌ•ʔRinkaฅ ）
- 10月29日 ➼ ﾟ.*‧ 2021浪人祭｜獵愛鯤鯓．疾走淨灘 ﾟ.*‧ ➼[12]
- 10月30日 2021台中國際動漫博覽會 虛擬X現實偶像演唱會
- 10月31日 搗蛋COOL派對
- 11月6日　LIVE WAREHOUSE特別企劃「海之鬧vol.2_橘牆樂園」
- 11月13日　Karei可蕾-特別駐演Special Live台中
- 11月14日　月讀女僕台中店開幕特別活動
- 11月27日　FFK14 2021駁二動漫祭高雄同人誌創作展 動漫舞台特別企劃：Group of Pioneers（ /w GINYU FORCE / ギニュ～特戦隊、Mr. G & Ms. 吂 、EvolutioN-ヲタ芸 、ACG Mix ）
- 11月28日　Smiling death on the stage 第一層！
- 12月4日　SSr Solo Only Vol.1
- 12月4日　動漫金曲之夜：愛葉忍者村（ /w 小祈家family  ）
- 12月10日　時刻女僕 VS 可蕾Karei カラオケ大戦争
- 12月11日　IFD-idol Fantasy Domain Vol.1
- 12月17日　《可蕾 一日女僕特別活動》
- 12月31日　地下城 デイシアー城 - 年越し祭り

#### 2022
- 1月8日 Petit Fancy 亞洲動漫創作展 PF35
- 1月9日 TC消波塊聯歡會(一)
- 1月14日 Karei & ooo { ACG 再啟動！！ }
- 1月15日 打槍主題曲
- 1月16日 SOLE 2022 January
- 1月22日 鶴蘭音樂祭前哨站(物販場)
- 1月22日 鶴蘭音樂祭本篇(表演場)
- 1月23日 鶴蘭音樂祭後夜祭 (一般場)
- 1月30日 TPC vol.5
- 2月6日 夜水生誕祭—【INVISIBLE LIGHT】
- 2月13日 Fancy Frontier 開拓動漫祭 FF38
- 2月26日 それぞれの未来
- 2月27日 心跳診療室 ♡ 可蕾
- 3月12日 SOLE Original Stage
- 3月19日 S愛F Vol.1
- 3月20日 閃耀LIVE企劃「 Karei & ooo」
- 3月27日 IDOLコラボ@台中vol.3
- 4月2日 ＣＣＭ ０１場次　(Crazy Cosplay Matsuri 動漫狂歡音樂祭)
- 4月3日 WS43》WS動漫遊戲創作展
- 4月5日 鶴蘭音樂祭 x 2022台中國際動漫節
- 4月5日 鶴蘭音樂祭 Vol 2
- 4月10日 《 2022失溫少女Suya生誕祭 - 如果奇蹟有顏色 》
- 4月16日　Moe Moe Sell 萌火燎原祭 2
- 4月24日　Runtime World-RTW vol.1
- 5月7日　Smiling death on the stage 第二層（ /w 01 ）
- 5月8日　IDOL コラボ vol.22
- 5月22日　SOLE 2022 May
- 5月28日　末廣出張滿月祭特別演出
- 5月28日　2022 趴踢趴踢 可蕾生誕祭
- 5月29日　月讀滿月祭2022春（ /w 蜜柑 ）
- 6月4日　Karei & ooo-田力力女性向主題咖啡廳:駐唱演出
- 6月11日　夢幻餐車端午特約一日女僕
- 6月12日　♡KIRABASE台北 X 閃耀LIVE企劃：可蕾♡
- 6月19日　《TCS12中部動漫文化季》
- 7月9日　【古風無料場】遼々たる哉古今 壱之章 ft. Karei&ooo 第五張單曲發表 - 彼岸奈何曼珠沙華-（ /w 花間酒、Entropia、SKR Idol-Maid Evolution ）
- 7月16日　晝夜行旅 DNT 鬥亂場 & 重生場
- 7月16日　御宅藝螢光棒舞蹈大賽
- 7月17日　Fancy Frontier 開拓動漫祭 FF39
- 8月6日　2022未來STYLE
- 8月12日　2022桃園漫畫節開幕記者會
- 8月13日　椎名しむ2022生誕祭～幸せ x 無限大～
- 8月20日　🎀🎀KOBATO • ZETA • 降臨🎀🎀（ /w 小羽兔 ）
- 8月21日　SOLE feat. Aniclub DJs（ /w CHOco ）
- 8月27日　時刻《女僕出任務》中友百貨 大隱隱於市的動．漫．派．對 (feat.可蕾)
- 8月27日　2022 台中國際動漫博覽會 Taichung Comic Arts Festival 動漫音樂電音PARTY
- 8月28日　2022桃園漫畫節動漫音樂會
- 9月3日　TC消波塊聯歡會(七) －軍裝場
- 9月4日　可蕾帶你飛*Iris Maid Cafe
- 9月11日　薰風祭4
- 9月17日　台湾人の永琳2022生誕祭
- 9月24日　IDOLコラボ vol.26
- 9月25日　Music Heart vol.2
- 10月1日　《三生有幸》紫音紗幸生誕祭（ /w 紫音紗幸 ）
- 10月2日　SSr Vol.25
- 10月8日　鶴蘭音樂祭 x 2022高雄國際動漫節Karei & ooo x 特別合作舞台（ /w Yaki、Pinpinn小歐、台灣人の永琳、ANE Soundworks、YamiYami、EvolutioN-ヲタ芸 ）
- 10月8日　好酒不見 制服派對（ /w Pandora 【パンドラ】- ヲタ芸）
- 10月9日　可蕾一天女僕駐唱
- 10月10日　IDOLコラボFestival 2022
- 10月15日　Petit Fancy 亞洲動漫創作展 PF37
- 10月15日　推しは増やすものだ SP.4
- 10月16日　青い祭り
- 10月23日　Anime In Life動漫同人展
- 10月29日　TPC vol.12
- 10月30日　十六夜冥土萬聖節派對
- 11月6日　晝夜行旅 DNT Mini Ver.1
- 11月12日　2022 ♡ ✚心跳祭典✚ ♡
- 11月19日　FFK15 2022駁二動漫祭高雄同人誌創作展 可蕾的驚艷幻想祭典（ /w Mr. G & Ms. 吂、猛南傳說_Taiwan cosplayer、中華一番、失溫少女 _ Suya _ スヤ、ACG Mix ）
- 11月26日　2022.前夜曲
- 11月27日　2022南痛同樂會
- 12月02日　Animate Stage x idolコラボ School Party2
- 12月11日　TPC vol.13
- 12月11日　可蕾Karei駐唱
- 12月17日　2022梓感農村文化節
- 12月25日　Infinity Stage Vol. 1
- 12月31日　2022年越し祭り2023

#### 2023
- 1月2日　2023 玩物祭
- 1月8日　SOLE Dinner Party 駐唱餐酒會
- 1月15日　TC 消波塊聯歡會(九)－紅包ㄋㄚˇ來
- 1月28日　閃耀LIVE企劃「Karei & ooo」
- 1月29日　2022台北國際動漫節（ /w Pandora 【パンドラ】- ヲタ芸 ）
- 1月30日　2022台北國際動漫節
- 2月4日　開拓動漫祭FancyFrontier 40（ /w 暖爐 -Stove- （＊ˊワˋ＊） 、 DJ LR163 ）
- 2月5日　【獻上宇宙最後的AI(愛)】～燁水Yomizu生誕祭（ /w 花びラブ - 花舞紛飛 - 、 那個直男 Hina - 雛菜 ）
- 2月11日　咚咚咚の時刻女僕vs現役歌手《卡拉OK對抗賽》
- 2月12日　Karei & ooo-田力力女性向主題咖啡廳:駐唱演出（ /w オトヤー音也ー ）
- 2月18日　Akira生誕祭～星(そら)の導きを〜
- 3月4日　RE:PLAY 39
- 3月5日　♡KIRABASE西門 X 閃耀LIVE企劃♡
- 3月11日　IDOL コラボ vol.31
- 4月1日　WS45 動漫遊戲展
- 4月4日　【鶴蘭音樂祭 BlooD&ArT x 2023 台中國際動漫節】(  /w 哈士貓 )
- 4月8日　貓貓領域女僕咖啡 NekoArea Maid Café可蕾駐唱
- 4月9日　【2023失溫少女スヤ生誕祭 - 拍謝！我要gay婚了！】～寺奈家婚宴～(  /w 燃燒系宅宅-水果 )
- 4月15日　Karei & ooo特別駐演活動
- 4月16日　Infinity Stage Vol. 02
- 4月22日　Anime In Life動漫同人展 2
- 4月29日　PF38 亞洲動漫創作展(  /w Estryllia Enhillia 台灣代理 )
- 4月30日　週末のヴァルキリー(  /w 可可香、皆死んじゃった )
- 5月1日　2023可蕾之友年會暨可蕾盃錦標賽
- 5月6日　台南應用科技大學鳴夏宴
- 5月13日　薰風祭5
- 5月20日　流星の夜になる
- 5月27日　～幻想曲～音樂妖精降臨 ♡
- 6月10日　新光三越台南西門店日本商品展戀日LIVE
- 6月17日　迷途森林Lost Forest可蕾一日駐唱
- 6月22日　ACG Mix_PREPARTY
- 6月23日　ACGMix_懷舊場vol.2
- 6月24日　IDOL コラボMINI vol.7
- 7月1日　SOLE Special Stage「恋の遊園地」
- 7月8日　DNT EP.1
- 7月15日　無盡 Live SP#1
- 7月22日　文月．時之宴【月例演特盛場】
- 7月29日　Japan Idol Stage vol.01
- 7月31日　【鶴蘭音樂祭 BlooD&ArT x 2023漫畫博覽會】
- 8月12日　Smiling death on the stage 第三層 對決地獄
- 8月13日　TC消波塊聯歡會(十四)-夏日泳裝派對
- 8月18日　開拓動漫祭FancyFrontier 41
- 8月19日　藍晒圖傳統服飾文化祭
- 8月19日　一日女僕 x Mirufi
- 8月26日　魔女學院Witch Hat 女僕咖啡廳 一日女僕 Karei可蕾
- 9月2日　IDOL コラボ vol.35.5
- 9月3日　2023台中國際動漫博覽會
- 9月9日　さよなら、玉米姬活休Special Live(  /w 森內 ゆみき )
- 9月10日　SOLE x Rev-Now
- 9月16日　軍榮月-2023軍區嘉年華《凝聚》
- 9月23日　～幻想曲～音樂妖精降臨
- 9月30日　港台交流音樂祭 HONG KONG & TAIWAN MUSIC FESTIVA
- 10月1日　【Moonlight 偶像 x 月餅】
- 10月7日　【鶴蘭音樂祭 x 2023高雄國際動漫節】(  /w 松山あおい )
- 10月7日　【鶴蘭音樂祭 BlooD&ArT ~高雄篇Vol.01~】
- 10月8日　【鶴蘭音樂祭 x 2023高雄國際動漫節】
- 10月8日　【鶴蘭音樂祭 BlooD&ArT ~高雄篇Vol.02~】
- 10月9日　月讀女僕出差-高雄國際動漫節2023
- 10月28日　ZZYZX x A.C.G MIX-萬聖搗蛋化妝比賽
- 10月29日　Karei & ooo特別駐演活動
- 11月4日　PF39 亞洲動漫創作展
- 11月5日　八德3C哈樂Day
- 11月11日　2023ACE動漫創作展
- 11月11日　《Karei&ooo 特別駐演活動 》
- 11月12日　《君に届けたい あの夏,花の言葉》1周年LIVE( /w 夏目 あいか )
- 11月18日　2023 11月18日 南痛同樂會
- 11月25日　VoKa Mini 2( /w 佛系舞者。 belia 。o｡ 、 DeDe⋆でで )
- 12月8日　KCWO Pop 《神曲祭》－日本動畫番( /w 高雄市管樂團 Kaohsiung City Wind Orchestra )
- 12月10日　Okaeri cafe一日花靈
- 12月17日　FFK16 2023駁二動漫祭高雄同人誌創作展 P2場外組
- 12月17日　FFK16 2023駁二動漫祭高雄同人誌創作展 大義快閃組( /w Okaeri cafe )
- 12月23日　國家漫畫博物館
- 12月24日　聖誕夜我不肥但我自肥( /w Uranus -ウラノス )
- 12月30日　國家漫畫博物館 ( /w J個鯊魚 )
- 12月31日　國家漫畫博物館

#### 2024
- 1月1日 年初日【VS時刻女僕】歌姬可蕾的挑戰者！ ( /w 穎川 )
- 1月6日 【萌月女僕咖啡館 可蕾Karei 一日 】
- 1月7日 國家動漫博物館試營運演出 ( /w Allen Chen )
- 1月24日 緊急突發！鶴月亭駐唱！
- 1月26日 偶像好聲音VOL.13: ACG Cover!!
- 2月2日 2024台北國際動漫節
- 2月2日 VoKa Miracle Extra 1 ~ 踊れ ~
- 2月4日 VoKa Miracle Extra 2 ~ 踊れ ~ ( /w Chego )
- 2月5日 2024台北國際動漫節
- 2月14日 鶴月亭的情人節之夜
- 2月17日 時刻【腹滿燒肉祭一番】
- 2月18日 可蕾駐唱＆一日貓娘
- 2月24日 開拓動漫祭FancyFrontier 42（ /w DJ Jeff Hazama ）
- 2月24日 開拓動漫祭FancyFrontier 42
- 2月25日 春燈肆楽—第四屆漢服音樂會
- 3月3日 《霊魂を咲けばタチ花》- 花咲靈生誕祭（ /w 花咲靈 ）
- 3月10日 Re:Play 39 Ver.2024
- 3月13日 一起來乾杯
- 3月23日 S.I.K.13 璀璨秘境（ /w 呆紫 アホコ ）
- 3月24日 可蕾 動漫歌手  の3月駐唱表演
- 4月5日 【鶴蘭音樂祭 BlooD&ArT x 24台中國際動漫節】
- 4月5日 進擊的女僕！漁人町日本星光市集快閃Live
- 4月6日 【鶴蘭音樂祭 BlooD&ArT ~台中篇Vol.03~】
- 4月6日 【鶴蘭音樂祭 BlooD&ArT x 24台中國際動漫節】
- 4月7日 漁人町日本星光市集 宅化祭
- 4月13日 土曜日のこんばんは
- 4月14日 金田不二家AMAZING阿妹辛2024春季場
- 4月20日 NCF1成大蒼繡月
- 4月20日 大大舞花大舞花DS▪︎恆星歌舞祭
- 4月21日 DNT SE.1
- 4月27日 MAGIC IDOL PARTY VOL.2
- 4月28日 一日星辰 - 可蕾
- 5月1日 可蕾的彩虹市集初登！
- 5月4日 Karei & ooo 一日特別演出活動
- 5月5日 TC消波塊聯歡會(十八)-勞工場
- 5月11日 Petit Fancy 40 亞洲動漫創作展（ /w Figlia ）
- 5月12日 Petit Fancy 40 亞洲動漫創作展（ /w 少女物語Maiden Secret ）
- 5月18日 .˚⊹ ⁺‧ 曙光 †魔法學校 學園祭 ˚⊹ ⁺‧
- 5月25日 可蕾一日女僕
- 5月26日 2024新竹國際動漫節
- 5月31日 一日女僕♥可蕾Karei&ooo
- 6月2日 十年無成 專輯發表
- 6月8日 MAGIC IDOL PARTY VOL.4
- 6月9日 🎀Karei&ooo一日女僕&駐場演出特別活動🎀
- 6月10日 2024  杰克音樂 アイドルゾーン idol zone 🌿🐉
- 6月29日 艋舺夏日動漫祭
- 6月30日 Modeling Fancy 玩趣創作祭
- 7月3日 睽違已久的鶴月亭駐唱
- 7月13日 晝夜行旅 DNT EP.2 : FBI Open up
- 7月14日 ツキ上の王妃と糸繰リ-妃雪綿糸生誕祭
- 7月21日 一日花靈——Karei & ooo
- 7月27日 𝐀𝐒𝐈𝐀 𝐈𝐃𝐎𝐋 𝐒𝐓𝐀𝐆𝐄 𝟐𝟎𝟐𝟒 漫畫博覽會
- 7月27日 《動漫派｜第一屆-空耳盃日語卡拉OK大亂鬪》
- 7月28日 KIRA IDOL FES vol.2
- 7月31日 鶴月亭八週年店慶 感謝有你 一起暢飲
- 8月3日 DNT SE.2
- 8月4日 金田不二家AMAZING阿妹辛2024夏季場
- 8月11日 TC消波塊聯歡會(十九)-泳裝場
- 8月17日 心月星之夜
- 8月24日 𝟚𝟘𝟚𝟜 𝕊𝕥𝕣𝕖𝕖𝕥𝕍𝕠𝕚𝕔𝕖 ℙ𝕒𝕣𝕜 ℙ𝕒𝕣𝕜 ℂ𝕒𝕣𝕟𝕚𝕧𝕒𝕝
- 8月25日 開拓動漫祭FancyFrontier 43
- 8月25日 開拓動漫祭FancyFrontier 43
- 8月30日 宅化祭2－漁水狂歡
- 9月4日 可蕾金曲之夜
- 9月14日 悠洛YoLo－OvO 一周年紀念LIVE
- 9月21日 ACGMix_副標想不到 隨便啦
- 9月22日 𝟐𝟎𝟐𝟒 台中國際動漫博覽會 Taichung Comic Arts Festival
- 9月22日 🎀Karei＆ooo一日女僕/演出特別活動🎀
- 10月6日 2024八德3C哈樂DAY
- 10月11日 【鶴蘭音樂祭 BlooD&ArT x 2024 高雄國際動漫節】末廣女僕出張
- 10月12日 2024高雄國際動漫節
- 10月12日 2024鶴蘭音樂節-火鍋篇
- 10月16日 可蕾的舉杯暢飲之夜
- 10月19日 可蕾 動漫歌手  の 10月駐唱表演
- 10月26日 Code Idol Shine #241026
- 11月3日 亞洲動漫創作展 PF41
- 11月16日 2024臺灣漢服節【第五屆】國際漢服出行日
- 11月17日 2024臺灣漢服節【第五屆】國際漢服出行日
- 11月23日 ～幻想曲～音樂妖精降臨。可蕾:‧*
- 11月24日 Acg漫玩祭
- 12月7日 第一屆多元服飾文化節 - 水交社文化園區
- 12月8日 第一屆多元服飾文化節 - 水交社文化園區
- 12月14日 FFK17 2024駁二動漫祭高雄同人誌創作展 P2場外組
- 12月14日 FFK17 2024駁二動漫祭高雄同人誌創作展
- 12月14日 少女與英雄之歌-動漫音樂祭
- 12月15日 FFK17 2024駁二動漫祭高雄同人誌創作展
- 12月20日 鶴月亭2024聖誕音樂祭
- 12月21日 西門PLAY樂購町
- 12月21日 𝔹𝕦𝕓𝕓𝕝𝕖 𝔹𝕦𝕓𝕓𝕝𝕖 一日店長
- 12月22日 ✩MAGIC IDOL CHRISTMAS PARTY✩
- 12月22日 鯊魚夾 × Karei & ooo 一日店長
- 12月28日 2024海馬207歲末音樂會 HIMA 207 Anime & Idol 動漫偶像之日 - 前夜祭
- 12月29日 魔幻之森～限定女僕咖啡廳 一日女僕
- 12月31日 2025 TAIPEI NEW YEAR’S PARTY 臺北最HIGH新年城 經典動漫舞台
- 12月31日 萌次元2024-2025 おつかれ、おかえり 一起跨年吧!

#### 2025
- 1月4日 可莉茉姆 X 可蕾一日女僕特別企劃
- 1月11日 ✧ ℍ𝕚𝕜𝕒𝕣𝕚𝕚 𝔽𝕖𝕤𝕥𝕚𝕚𝕧𝕒𝕝 ✧ 𝟚𝟘𝟚𝟝偶像夢想祭 𝕍𝕠𝕝.𝟚✧
- 1月12日 Taiwan Doujin Music 2 台灣同人音樂販售交流會2
- 1月18日 《KCWO Pop #神曲祭2》（ /w 悠洛YoLo－OvO ）
- 2月1日 宅化祭3：紅白偶像應援祭
- 2月8日 𝑫𝒐𝒖𝒘𝒂 𝑲𝒐𝒕𝒊 一日小動物
- 2月9日 開拓動漫祭FancyFrontier 44
- 2月10日 2025台北國際動漫節
- 2月15日 悠洛YoLo－OvO 2025生誕祭🌟旗袍特典會🌟
- 2月15日 悠洛YoLo－OvO 2025生誕祭🌟情人節主題前夜祭🌟
- 2月16日 悠洛YoLo－OvO 2025生誕祭🌟悠洛生誕祭🌟
- 2月28日 DNT SE.3 : DaFu Stage
- 3月1日 Code : Idol Shine #250301
- 3月9日 RE：PLAY 39 in 2025
- 3月15日 ACG DJ×IDOL in 中壢宅PARTY VOL.2
- 3月16日 一日駐唱-可蕾Karei
- 3月22日 Ōmiyachō Idol Gala 2025
- 3月29日 IDOL ISLAND Vol.3
- 3月29日 MoEro LOve Debut Live
- 3月30日 2025 大港開唱 MEGAPORTFEST（ /w 動漫派dmp ）
- 4月6日 2025台中國際動漫節
- 4月12日 Ky0uken Syndrom3-ゼロ
- 4月13日 夢見女僕咖啡館-可蕾💜一日女僕
- 5月1日 海馬207動漫偶像之夜 HIMA 207 Anime & Idol Night vol.17
- 5月2日 𝐌𝐄𝐋𝐎𝐌𝐄𝐋𝐎一日女僕｜可蕾
- 5月3日 亞洲動漫創作展 PF42 （ /w Little Rose Planet小玫瑰星球 ）
- 5月4日 亞洲動漫創作展 PF42
- 5月4日 海馬207戶外開唱 - 2025 【大口吃萬華】美食祭
- 5月10日 SZAF02樹人醫專動漫節
- 5月24日 奇幻動漫祭 PhantasySquare
- 6月1日 Karei ＆ ooo 原創七單發表專場「走咱的夢 10th」
- 6月7日 NEONVIVID Vol.2
- 6月20日 ky0ken Syndrom3 vol.1
- 6月21日 曙光 †魔法學校 二週年學園祭
- 6月22日 異世界咖啡館•澐月一日職員
- 7月12日 Coser幻日祭
- 7月19日 DNT EP.3
- 7月19日 サキ生誕祭  ～ 花魁の聲に夢を誘う也～（ /w サキsaki ）
- 7月20日 北部日系近代藝術聯合成發
- 7月27日 利奧蕾亞女僕咖啡廳緊急討伐任務✧ 一日女僕可蕾 ✧
- 7月28日 鶴蘭音樂祭BlooD&ArT 2025 第24屆漫畫博覽會
- 8月3日 Coser 幻日祭 - 夢想啟動祭
- 8月9日 FUTABA Not a birthday【prove one's existence】
- 8月10日 大！暴！唱！可蕾Karei一日駐唱
- 8月16日 米想跟你Ｒ～米粒Ｒ生誕祭

### 舞台劇

#### 2023
- 12月16日 駁二銀魂舞台劇–不過就只是個官方俱樂部，猜拳決定就好了啦！

#### 2024
- 10月13日 高雄國際動漫節銀魂舞台劇–不過就只是個官方俱樂部，猜拳決定就好了啦！

- 12月15日 Detroit Metal City 世界崩壞演唱會 - FFK駁二動漫祭Cosplay舞台劇

### 媒體放送

#### 2016
- 2月11日 飛碟聯播網新春特別節目『大熊與 Karei & ooo 陪你過好年』(初次聲放送)
- 4月10日 台灣故事島專訪(初次影像紀錄)[13][14]

#### 2017
- 7月21日 Animate Stage の宵夜日和 #7

#### 2020
- 3月2日 李承曄，不只聊棒球（ 歌姬來訪！Karei ）

#### 2021
- 2月9日 宅夫婦的異世界EP26宅宅TALK#08[15]
- 5月29日 笑死，與偶像的密室邂逅不太浪漫 #1
- 6月6日 精靈充電 x 線上Live音樂會 !! Vol.1
- 6月12日 Karei & ooo - 可蕾 / 烘嗓音樂 Home Sound Studio
- 6月26日 Karei x Figlia 第一次的 Lolita 體驗
- 7月10日 Karei & ooo - 可蕾 / 烘嗓音樂 Home Sound Studio / 七月號
- 7月25日 無盡ネットパーティー #02
- 8月20日 開拓online祭in橘子嘉年華[16]
- 9月23日 Karei & ooo - 可蕾 / 烘嗓音樂 Home Sound Studio / 九月號
- 10月30日 2021台中國際動漫博覽會 虛擬X現實偶像演唱會[17]

#### 2022
- 3月9日 萌次元 - 世界遠征 Vol.01
- 3月29日 時刻 Discord 神秘邀約 / Karei & ooo
- 4月12日 時刻 Discord 神秘邀約 / Karei & ooo / 四月號
- 4月21日 【臺漫現場專欄】爸、媽，我要當偶像！臺灣動漫地下偶像的環境現況與問題[18]
- 5月17日　時刻 Discord 神秘邀約 / Karei & ooo / 五月號
- 6月28日　時刻 Discord 神秘邀約 / Karei & ooo / 六月號
- 7月26日　時刻 Discord 神秘邀約 / Karei & ooo / 七月號
- 8月16日　時刻 Discord 神秘邀約 / Karei & ooo / 八月號
- 9月13日　時刻 Discord 神秘邀約 / Karei & ooo / 九月號
- 10月18日　時刻 Discord 神秘邀約 / Karei & ooo / 十月號
- 11月15日　時刻 Discord 神秘邀約 / Karei & ooo / 十一月號
- 12月13日　時刻 Discord 神秘邀約 / Karei & ooo / 十二月號

#### 2023
- 1月17日　時刻 Discord / Karei & ooo / 2023一月號
- 2月14日　時刻 Discord / Karei & ooo / 2023二月號
- 3月21日　時刻 Discord / Karei & ooo / 2023三月號
- 4月26日　時刻 Discord / Karei & ooo / 2023四月號
- 5月13日　麥卡貝音樂頻道【學生天團瘋音樂】風格百變的ACG動漫歌手[19]
- 5月30日　時刻 Discord / Karei & ooo / 2023五月號
- 6月12日　時刻 Discord / Karei & ooo / 2023六月號
- 7月5日　公共電視獨立特派員你好！我是地下偶像[20]
- 7月11日　時刻 Discord / Karei & ooo / 2023七月號
- 7月15日　公共電視公視台語台《青春咱的夢》——   養成系x幸福感：地下偶像[21]
- 8月22日　時刻 Discord / Karei & ooo / 2023八月號
- 9月15日　CZ想聽搖籃曲 連動企劃
- 9月19日　時刻 Discord / Karei & ooo / 2023九月號
- 10月24日　時刻 Discord / Karei & ooo / 2023十月號
- 11月21日　時刻 Discord / Karei & ooo / 2023十一月號
- 12月26日　時刻 Discord / Karei & ooo / 2023十二月號

#### 2024
- 1月16日　時刻 Discord / Karei & ooo / 2024一月號
- 2月3日　公共電視公視台語台《青春咱的夢》——   200集特別節目
- 2月27日　時刻 Discord / Karei & ooo / 2024二月號
- 3月19日　時刻 Discord / Karei & ooo / 2024三月號
- 4月23日　時刻 Discord / Karei & ooo / 2024四月號
- 5月21日　時刻 Discord / Karei & ooo / 2024五月號
- 6月18日　時刻 Discord / Karei & ooo / 2024六月號
- 7月23日　時刻 Discord / Karei & ooo / 2024七月號
- 8月20日　時刻 Discord / Karei & ooo / 2024八月號
- 9月17日　時刻 Discord / Karei & ooo / 2024九月號
- 10月22日　時刻 Discord / Karei & ooo / 2024十月號
- 11月26日　時刻 Discord / Karei & ooo / 2024十一月號
- 12月24日　時刻 Discord / Karei & ooo / 2024十二月號

#### 2025
- 1月21日　時刻 Discord / Karei & ooo / 2025一月號
- 2月18日　時刻 Discord / Karei & ooo / 2025二月號
- 3月25日　時刻 Discord / Karei & ooo / 2025三月號
- 4月22日　時刻 Discord / Karei & ooo / 2025四月號
- 5月27日　時刻 Discord / Karei & ooo / 2025五月號
- 6月24日　時刻 Discord / Karei & ooo / 2025六月號
- 7月22日　時刻 Discord / Karei & ooo / 2025七月號
- 8月19日　時刻 Discord / Karei & ooo / 2025 八月號

### 講座

#### 2024
- 9月26日　大G - 歌手/偶像 經紀人 講座 之 在舞台上找到屬於自己的光

## 成員
- Ｇ

出生於2月8日，負責歌曲製作及幕後操刀。Karei & ooo 創立前，於1996年開始音樂活動，目前仍有為其他歌手提供歌曲製作。
- Karei

出生於6月2日，負責主唱。2014年曾與Ｇ組過樂團。

## 音樂作品

### CREST合輯系列
| 歌曲名稱            | 發行日期                               | 收錄合輯                                  | 素材                                    | 素材                                     | 曲序 | 備註                                                                                   |
| 歌曲名稱            | 發行日期                               | 收錄合輯                                  | 特定選材                                | 原曲                                     | 曲序 | 備註                                                                                   |
| ------------------- | -------------------------------------- | ----------------------------------------- | --------------------------------------- | ---------------------------------------- | ---- | -------------------------------------------------------------------------------------- |
| 孟婆湯              | 2017-05-07 （第十四回 博麗神社例大祭） | Dual Circulation Ⅲ 如夢似幻 （CRAD-0024） | 東方深秘錄 ～ Urban Legend in Limbo.    | ボールのある日常                         | 3    | 编曲：杰亞，JeetSingh 作詞：杰亞                                                       |
| 戒斷症狀            | 2017-08-11 （Comic Market 92）         | Star and Crescent （CRAD-0026）           | 東方風神錄 ～ Mountain of Faith.        | 信仰は儚き人間の為に                     | 5    | 编曲：JeetSingh，杰亞 作詞：杰亞                                                       |
| 操作制約            | 2017-08-11 （Comic Market 92）         | Star and Crescent （CRAD-0026）           | 東方妖妖夢 ～ Perfect Cherry Blossom.   | アルティメットトゥルース                 | 7    | 编曲：JeetSingh，GODWOOD，みっつん(後兩人是Strings Arrangement) 作詞：杰亞             |
| 戀色幻想            | 2017-12-29 （Comic Market 93）         | CrestⅡ 魂牽夢縈 （CRAD-0027）             | 東方永夜抄 ～ Imperishable Night.       | 恋色マスタースパーク                     | 1    | 编曲：JeetSingh 作詞：杰亞 演奏：Guitar、Bass、Keyboards：JeetSingh Bass：杰亞         |
| Honey Trap 甜蜜陷阱 | 2017-12-29 （Comic Market 93）         | CrestⅡ 魂牽夢縈 （CRAD-0027）             | 東方輝針城 ～ Double Dealing Character. | 輝く針の小人族 ～ Little Princess        | 4    | 编曲：JeetSingh 作詞：杰亞 演奏：Guitar、Bass、Keyboards：JeetSingh Bass：杰亞         |
| 9526+27             | 2018-05-06 （第十五回 博麗神社例大祭） | MindSeeker （CRAD-0028）                  | 東方永夜抄 ～ Imperishable Night.       | 狂気の瞳 ～ Invisible Full Moon          | 4    | 编曲：JeetSingh，杰亞 作詞：AirShaft油油 演奏：Guitar、Keyboards：JeetSingh Bass：杰亞 |
| 旋心轉意            | 2018-08-10 （Comic Market 94）         | SEN （CRAD-0029）                         | 東方妖妖夢 ～ Perfect Cherry Blossom.   | 無何有の郷 ～ Deep Mountain              | 3    | 编曲：杰亞，JeetSingh 作詞：杰亞                                                       |
| 夜夢蝶              | 2019-08-12 （Comic Market 96）         | Nocturne （CRAD-0031）                    | 東方妖妖夢 ～ Perfect Cherry Blossom.   | 幽雅に咲かせ、墨染の桜 ～ Border of Life | 2    | 编曲：JeetSingh 作詞：杰亞                                                             |
| 草莓巧克力戚風蛋糕  | 2019-08-12 （Comic Market 96）         | Nocturne （CRAD-0031）                    | 東方地靈殿 ～ Subterranean Animism.     | 死体旅行 ～ Be of good cheer!            | 4    | 编曲：JeetSingh 作詞：杰亞，AirShaft油油                                               |

### 實體發行專輯
| 1 | The World Of Color   | Vocal：Karei 可蕾 Artist：Karei & ooo Composer、Arrangement：Sean Wang Lyricist：高橋優介Yusuke Takahashi Translation：真田翔一 Programming、Mixing & Mastering：Sean Wang Direction：HaiNuoYa | Music Video： Directed：Funk_TV Production Assistant：金克 Photography、Editor、Colorist：放克主任 Executive、Dance Director：花花 3D VFX Supervisor：W@yn3S Image Animator：Sean Wang Special Thanks：臺南文化創意產業園區、凱茲攝影部 Keizu Studio、高雄橋頭糖廠                                                                   |                                |
| 2 | 未来へ繋ぐ           | Vocal：Karei 可蕾 Artist：Karei & ooo Composer、Lyricist、Arrangement：TetsuyaNao Translation：TetsuyaNao 、 Karei 可蕾 Electric Guitar：TetsuyaNao Electric Guitar Solo：阿毛 Electric Bass：TetsuyaNao Background Vocals：Karei 可蕾 Programming：TetsuyaNao Mixing & Mastering：Takashi Saeki Recording：61 Music Studio Direction：HaiNuoYa                                    | Music Video： Hualun Studio、Kabi & Squirrelmas Previsualization：六尾 Special Thanks：屁屁、魔法直笛手 天使Judy | 境界之詩 Tactics可蕾角色插入曲 |
| 3 | Never Ending Story   | Vocal：Karei 可蕾 Artist：Karei & ooo Composer、Lyricist、Arrangement、Programming、Mixing & Mastering：Iron Attack Translation：雪凜 Background Vocals：Karei 可蕾 Pre-Vocal Mixer：Tetsuya Nao Direction：HaiNuoYa | Music Video： Directed、Screenplay：イ オス Associate：EvolutioN-ヲタ芸 Photography、Action Director：吳祈紘（小祈） Editor、Colorist、Title Sequence：雪凜 Costume Designer：時希昂 Special Thanks： LUMICA、閃軍-台灣代理LUMICA |                                |
| 4 | Shiny Spark Daydream | Vocal：Karei 可蕾 Artist：Karei & ooo Composer、Arrangement、Programming、Mixing & Mastering：DiagonalT Lyricist：DiagonalT、Fe Translation：Fe Recording：Venue Studio Direction：HaiNuoYa | Music Video： Directed：ARU Photography：童少志 Gaffer：哈利（俞俊瀚） Makeup：Lola Art Director：UNO Art Assistant：邱靖文 Executive、Dance Director：阿葉Futaba Photography Props：連手製作影像工作室 Set Decorator：Artwork Costume：肆.Stylist Prop Master：連拍攝影棚、壹樓 Special Thanks：絕對領域展演工作室、我家湯圓、ル イ | 境界之詩 Tactics可蕾角色插入曲 |
| 5 | 彼岸奈何曼珠沙華     | Vocal：Karei 可蕾 Artist：Karei & ooo Composer、Lyricist、Arrangement、Programming：杰亞Jieya Guzheng：王媛平 Erhu：鍾於叡ShouRay Chinese flute：祈韻 Background Vocals：Karei 可蕾 Recording、Mixing & Mastering：聲聲慢錄音室 ｜ Adagio Recording Studio Direction：HaiNuoYa | Music Video： Director、Post Executive Producer：Ｇ Photography：小絮寶貝 Photography Props：Momo桃&TWOTWO Executive：ル イ Ink painter：王怡婷 Set Decorator：滴棚Drop Pon-水下攝影棚 Production、Animation、Lighting、Comp：鹿鹿月 Special Thanks：曾蓉珮老師、徐宿玶老師、東寧雅集 曾子津老師                                     |                                |
| 6 | Valkyrie             | Vocal：Karei 可蕾 Artist：Karei & ooo Composer、Arrangement、Programming：Aaron Aranas Lyricist：賴彥合 Electric Guitar：劉勝凱，簡傑 Cello：黃沛慈 Suona：吳俞霖 Vocal Soprano：Karei 可蕾 Vocal Alto：陳怡妏 Vocal Tenor：01 Vocal Bass：音也 Vocal Director：陳雨農 Rain Chen Recording、Mixing & Mastering：李晨安 Studio：智冠錄音室 Direction：HaiNuoYa Special Thanks：大熊 | Live Music Video： Directed：HaiNuoYa Production Assistant：DJ Jeff Hazama Previsualization、Visual Design：鶴見 しむ Product Design Director：夏目 あいか Makeup：Saki Associate、Photography：小鳩 Photography：肯尼、99 Editor、Colorist：神亞亞 Media：ATC Taiwan Set Decorator：Jack Studio Special Thanks： IDOLコラボ         |                                |

## 演出作品

### 女僕咖啡廳主題曲

#### 2021
- 末廣町女僕咖啡-Suehiromaid （页面存档备份，存于） - オムライス （页面存档备份，存于）

#### 2023
- 時刻動漫町 - 時刻み

### 遊戲

#### 2022
- 境界之詩 Tactics（可蕾）

### 遊戲主題曲

#### 2023
- 《雲海：無限邊境 （页面存档备份，存于）》主題曲：《雲海：無限邊境 （页面存档备份，存于）》

- 《純白和弦 （页面存档备份，存于）》《杏仁咪嚕》聯動主題曲 《WHITE CHORD （页面存档备份，存于）》

- 《純白和弦 （页面存档备份，存于） 》《塔芭絲可》聯動主題曲 《WHITE CHORD （页面存档备份，存于）》

#### 2024
- 《飄流幻境M》主題曲：夢想啟航

#### 2025
- 《異世界のんびりライフ》主題曲：異世界のんびりライフ

## 外部連結
- Karei & ooo的Facebook專頁
- YouTube上的Karei & ooo